# Förvillelser (pjäs)
Förvillelser eller Förväxlingskomedin, även Förväxlingar (originaltitel The Comedy of Errors), är en komedi av William Shakespeare, hans kortaste och mest farsartade pjäs.

## Tillkomsthistoria

### Datering
Förvillelser uruppfördes möjligen 1594 på juristkollegiet Gray's Inn och har ansetts vara bland Shakespeares allra första pjäser. Ett ögonvittne berättar att han sett "a comedy of errors (like to Plautus his Menaechmus på juristkollegiet 28 december 1594. Användandet av udda vokabulär placerar pjäsen mellan Så tuktas en argbigga från omkring 1594 och Romeo och Julia från omkring 1595. Det flitiga användandet av rim placerar pjäsen i författarens lyriska period med Venus och Adonis från 1593.

### Pjäsens källor
Förvillelser är en omarbetning av Plautus pjäs Menaechmi och handlar likt denna om hur tvillingar förväxlas med varandra. Plautus komedi har omarbetats flera gånger, bland annat i den anonyma komedin från Siena, Gl'ingannati, men det är mest troligt att Shakespeare utgått från Plautus original som var väl känt hos grammatikskolorna där Shakespeare tillbringat sin skoltid. Shakespeare har spetsat till komiken genom att tillföra ytterligare ett tvillingpar, de båda slavarna. Ramhandlingen med den splittrade familjen tros vara hämtad från den medeltida romanen Appolonius of Tyre, i John Gowers version tryckt tre gånger mellan 1493 och 1554. Scenen där Adriana nekar sin make middag medan hon dinerar med hans bror är hämtad från Plautus Amphitruo.
Motivet med att det skulle vara förenat med dödsdom för personer från Syrakusa att besöka Efesus är hämtat från George Gascoignes prosakomedi Supposes (1566), en variant av Ludovico Ariostos I Suppositi från 1509.

### Tryckningar och text
Förvillelser trycktes första gången i First Folio 1623, samlingsverket av Shakespearews pjäser som sammanställdes av Shakespeares skådespelarkollegor John Heminges och Henry Condell och publicerades av Edward Blount och Isaac Jaggard. Förvillelser är i huvudsak skriven på omväxlande versmåttet blankvers samt rimmad femfotad och sjufotad jambisk vers. Scenerna med de båda tjänarna Dromio är mestadels skrivna på prosa. Förekomsten av parvis rimmade långradingar åstadkommer en dråplig effekt. Det är den enda pjäs där Shakespeare tillämpar både tidens, rummet och handlingens enhet. Man tror att foliotexten är hämtad från Shakespeares eget handskrivna manus. Konstruktionen med ett torg med tre dörrar i fonden (ledande till varsitt hus) visar att pjäsen skrevs för inomhusbruk.

## Handling
Förväxlingskomedin är det mest farsartade som Shakespeare har skrivit. Pjäsen är full av osannolika och abrupta förvecklingar.
Köpmannen Egeon från Syrakusa och hans hustru Emilia fick två tvillingsöner, som båda heter Antifolus, och skaffade även två fattiga tvillingbröder, som båda heter Dromio, som slavar åt sönerna. Under en storm förliser deras skepp och paret skiljs åt när de räddas med var sin tvilling och var sitt slavbarn. Egeon återvänder till Syrakusa medan Emilia hamnar i Efesus.
Egeon försöker bedriva handel i Efesus, där handelsmän från Syrakusa dock är förbjudna. Egeon blir upptäckt och riskerar livet om han inte betalar böter. Han berättar sin historia för hertigen som blir rörd och ger honom en dags respit.
Antifolus från Syrakusa har hört att Efesus är fullt av skojare och dessutom trolldom och häxkonster. Ovetande om sin far anländer han till Syrakusa för att söka efter sin förlorade bror. Han skickar iväg sin tjänare för att betala en deposition på härbärget. Nästan genast dyker den identiske Dromio från Efesus upp och förnekar kännedom om pengarna men säger att hans hustru väntar honom till middagen. Han tror att tjänaren försöker driva med honom och ger honom en örfil. Dromio från Efesus återvänder till sin matmor, Adriana, och meddelar att maken inte vill komma hem. Adriana är svartsjuk och tycker att hennes make ser åt andra. Hon tar det inträffade som en bekräftelse på att hennes misstankar är sanna.
Dromio från Syrakusa återvänder till sin husbonde och förnekar att han påstått något om någon hustru. Antifolus tror att han fortsätter driva med honom och klår upp tjänaren. Då dyker Adriana upp och undrar vad som pågår. Antifolus drar slutsatsen att han är offer för häxkonster men följer med för att äta middag. Dromio ställs att vakta porten. När Antifolus från Efesus dyker upp blir han nekad tillträde till sitt eget hem. Istället för att ställa till med bråk bestämmer han sig för att istället dinera med en kurtisan.
Hemma med Adriana blir Antifolus från Syrakusa betagen i hennes syster Luciana som han flirtar med och hans betjänt Dromio säger att han träffat en intagande kvinna, Lucia (Lucianas jungfru), som han vill gifta sig med. Dromio skickas iväg för att förbereda avfärden från Efesus. På gatan träffar Antifolus på en guldsmed som säger att han har en kedja som Antifolus beställt. Antifolus accepterar kedjan och guldsmeden säger att han återkommer för betalningen.
När Antifolus från Efesus stöter på guldsmeden vill denne ha betalt. Antifolus nekar till att ha tagit emot någon kedja och blir omedelbart fängslad. Han skickar iväg den han tror är hans tjänare för att hämta pengar hos Adriana till borgen, men det är i själva verket Dromio från Syrakusa som får uppdraget. Denne levererar sedan pengarna till sin rätte husbonde Antifolus från Syrakusa. Kurtisanen får syn på kedjan om hans handled och säger att han lovat den till henne. Kurtisanen beslutar sig för att tala om för Adriana att Antifolus är från vettet.
Dromio från Efesus hittar sin rätte husbonde i häktet. Strax efter anländer Adriana, Luciana och kurtisanen. De för med sig Antifolus och Dromio bundna tillbaka till huset. Antifolus och Dromio från Syrakusa inträder bärandes svärd. Alla tror att de är Efesus-bor som är ute efter hämnd för skulden och flyr åt alla håll. Adriana återvänder med några hantlangare som lyckas binda tvillingarna från Syrakusa som förs till ett närbeläget kloster.
Abbedissan tar med sig tvillingarna från Syrakusa tillbaka till huset och det börjar gå upp för allihop att allt beror på förväxlingar mellan dubbelgångare. Det visar sig dessutom att abbeddissan är Emilia, modern till de båda Antifolus. Hertigen benådar Egeon och alla sammanstrålar till en återföreningsfest.

## Översättningar till svenska
Förvillelser finns i sju svenska översättningar; fem som är tryckta och ytterligare två gjorda direkt för uppsättningar. Carl August Hagbergs översättning med titeln Förvillelser kom 1861 och ingick i Shakspere's dramatiska arbeten. Bd 9. 1922 kom Per Hallbergs översättning med titeln Förväxlingar, tryckt i Shakespeares dramatiska arbeten. Lustspel, Bd 1. Sedan dröjde det till 1962 innan Åke Ohlmarks översättning Förvillelser gavs ut i samlingsvolymen Komedier. 1977 gavs Allan Bergstrands översättning Förväxlingskomedin ut. 1985 gjorde Bo G. Forsberg en översättning för Malmö stadsteater med titeln Förväxlingar och 2014 gjorde Nina Pontén sin översättning för Romateatern med titeln Komedi av misstag. 2016 utkom Ulf Peter Hallbergs översättning Komiska förväxlingar i samlingsvolymen Komiska förväxlingar - fyra komedier.

## Uppsättningar
Den första dokumenterade föreställningen ägde rumm 28 december 1594 vid juristkollegiet Gray's Inn. Nästa dokumenterade föreställning under Shakespeares livstid ägde rum vid jultid 1604 vis hovet.
Första gången pjäsen spelades i originalversion efter Shakespeares livstid var 1852 eller 1855 i London när Shakespearekännaren Samuel Phelps tog sig an den. 1938 regisserades den av Theodor Komisarjevsky på Shakespeare Memorial Theatre i Stratford-upon-Avon. När Trevor Nunn satte upp den med Royal Shakespeare Company i Stratford 1974 blev det en stor succé. En annan framgångsrik uppsättning var Tim Supples för Royal Shakespeare Company 1996.

### Uppsättningar i Sverige
1861 hade Förvexlingarne svensk premiär i Stockholm. De båda Antifolus spelades av Edvard Swartz och Axel Elmlund och de båda Dromio spelades av Johan Jolin och Georg Norrby. Såväl skådespelarna som uppsättningen kallades ypperliga i pressen. 1874 och 1898 gav Dramaten Förvexlingarne på Mindre Teatern.

#### Uppsättningar i Sverige sedan år 1900
- 1922 Förväxlingar, Lorensbergsteatern, Göteborg, regi Per Lindberg
- 1964 Förvillelser, Borgen, Stockholm, regi Lennart Kollberg
- Förväxlingar, Uppsala stadsteater, översättning Allan Bergstrand, regi Palle Granditsky, med Anders Nyström, Tord Peterson, Percy Brandt & Sven-Eric Gamble
- 1983 Tvillingarna, Stockholms Parkteater, översättning Allan Bergstrand, regi Leif Söderström
- 1994 Förväxlingskomedin, Spegelteatern vid Gripsholms slott, översättning Allan Bergstrand, regi Peter Böök
- 1995 Förväxlingar, Malmö stadsteater, översättning Bo G. Forsberg, regi Klaus Hoffmeyer
- 2003 Förväxlingar, Norrbottensteatern, regi Jarl Lindblad
- 2005 Förväxlingskomedin, Shakespeare på Gräsgården, Vadstena, regi Magnus Munkesjö
- 2014 Komedi av misstag, Romateatern, Gotland, översättning Nina Pontén

## Filmatiseringar (urval
Förvillelser har filmats många gånger, däribland hela sex gånger i Indien.
- 1978 regi Trevor Nunn, med Judi Dench & Paul Brooke (TV, Storbritannien)